# Krótki odrzut lufy

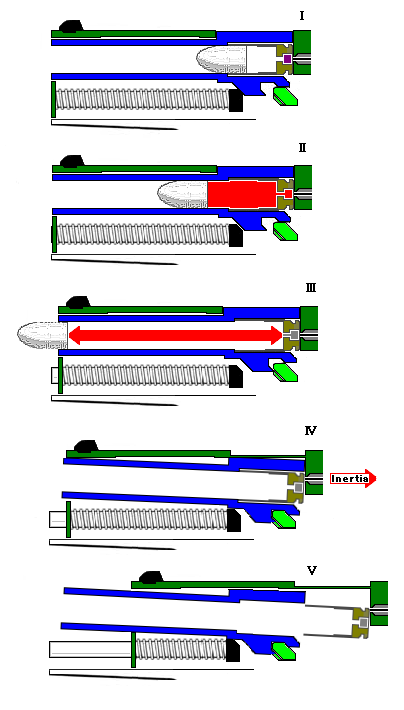

Krótki odrzut lufy – sposób działania automatyki broni palnej gazodynamicznej. Wykorzystuje odrzut lufy w czasie strzału w celu uruchomienia automatyki broni, tj. jej przeładowania (usunięcia łuski, wprowadzenia nowego naboju do komory nabojowej oraz napięcia sprężyny iglicznej). W momencie wystrzału zamek jest połączony z lufą systemem ryglowym realizowanym na różny sposób:
- przez wykorzystanie ruchomych elementów ryglujących, np. Borchardt C93, Mauser C96, Luger P08 Parabellum, Walther P38, Walther P5, Beretta 92
- przez wykorzystanie przesunięcia zamka (przekoszenia) z osi lufy, np. Bergmann No 5, Bergmann-Bayard
- przez wykorzystanie występów ryglujących, np. Colt M1911, Browning HP (występy grzebieniowe w górnej części lufy), Pistolet TT (pierścieniowe - na całym obwodzie lufy), Vis, CZ 75
- przez wykorzystanie elementów lufy i okna wylotowego łusek, np. SIG-Sauer serii P220 i P320, pistolety Glock 17 i pochodne, H&K USP i SFP, FN FNX i FNS, CZ P-07 i P-09, Beretta APX, Smith & Wesson M&P9, VIS 100
- przez obrót lufy, np. Steyr M1912, Colt 2000, Beretta 8000 Cougar, Beretta PX4 Storm, Grand Power P1, P11, GP6, K100, Glock 46, Smith & Wesson M&P 5.7

Po opuszczeniu przez pocisk przewodu lufy odrzut powoduje cofanie się zespołu lufa-zamek. W tym czasie (i na drodze kilku-kilkunastu milimetrów) następuje odryglowanie, czyli rozłączenie zamka od lufy, zatrzymanie lufy i dalszej drogi zamka do tyłu. Wtedy zostaje usunięta łuska i napięta sprężyna igliczna lub kurek. Po zatrzymaniu (chwilowym) zamka w tylnym położeniu zostaje on pod działaniem sprężyny powrotnej popchnięty do przodu, wykonując wtedy dwie czynności – wprowadza z magazynka nowy nabój do lufy i rygluje się ponownie z lufą.